# NPR 2744
De Nederlandse Praktijkrichtlijn 2744 is in augustus 2004 opgesteld, met name om:
- Een toelichting te geven bij het invullen van de kosten voor facilitaire voorzieningen conform NEN 2748.
- Achtergrondinformatie over de filosofie te geven die ten grondslag heeft gelegen aan NEN 2748.
- Definitie te geven van de kale huurprijs, door per rubriek uit NEN 2748 aan te geven of die kosten in de kale huurprijs moeten worden inbegrepen.
- Is er een aantal ratio’s dat kan worden gehanteerd voor vergelijking in deze NPR opgenomen.

Bij het opstellen van de NEN 2748 bleek dat er bij organisaties behoefte was aan een handleiding.
Organisaties wilde met name duidelijkheid over de posten van hun administratie waaronder hun facilitaire
voorzieningen moeten worden gerubriceerd. De voornaamste onduidelijkheid was de spanning binnen de NEN 2748 tussen een functionele kostenstructuur en Activity-based costing. Om dit op te lossen en omdat de NEN 2748 pas in 2006 bijgewerkt mocht worden is de NPR 2744 opgesteld.

## Verwante onderwerpen
- NEN 2748
- NEN 2580
- NEN 2745